# 全米女子プロゴルフ協会
全米女子プロゴルフ協会（ぜんべいじょしプロゴルフきょうかい、英語: Ladies Professional Golf Association、略称：LPGA）は、アメリカ合衆国における女子プロゴルフ運営団体。1950年に当時13人の選手の登録で設立。アメリカで最古の女子プロスポーツ組織である。本部はフロリダ州デイトナビーチ。
2014年度のLPGAツアーの総賞金総額は5630万ドルであった。
日本女子プロゴルフ協会と区別するため、日本では頭にアメリカ合衆国を意味する「US」をつけUSLPGAと表記する場合もある。

## LPGAツアー
LPGAツアーは1月のLPGAトーナメントオブチャンピオンズから始まり、11月のCMEグループ・ツアー選手権まで行われる。
主な大会は以下のとおり。太字はメジャー大会。2014年大会から欧州ツアーのレース・トゥ・ドバイ、PGAツアーのフェデックスカップに相当するレース・トゥ・ザ・CMEグローブが導入された。またこれとは別に隔年ごとに欧州女子ゴルフツアー（LET）とLPGAツアーの代表選手の対抗戦ソルハイムカップや、国別対抗戦インターナショナル・クラウンが行われる。
- LPGAトーナメントオブチャンピオンズ（英語版）
- ヴィックオープン（英語版）（男女同時開催）（LET、ALPG）
- オーストラリアン女子オープン（LET、ALPG）
- ホンダLPGAタイランド
- HSBC女子世界選手権
- 起亜クラシック（英語版）
- LPGAロッテ選手権（英語版）
- シェブロン選手権●
- LPGAファウンダーズカップ（英語版）
- 全米女子プロゴルフ選手権●
- 全米女子オープン●
- デーナオープン（英語版）
- スコティッシュ女子オープン（英語版）（LET）
- エビアン選手権●（LET）
- 全英女子オープン●（LET）
- カナディアン女子オープン
- ポートランドクラシック（英語版）
- ウォルマートNWアーカンソー選手権（英語版）
- BMW女子選手権（英語版）
- TOTOジャパンクラシック（JLPGA）
- CMEグループ・ツアー選手権

※太字●はメジャー選手権。

## 歴代賞金女王と最多勝利者
| 年度 | 賞金女王                 | 出身国           | 獲得賞金 ($) | 最多勝利                                                   |
| ---- | ------------------------ | ---------------- | ------------ | ---------------------------------------------------------- |
| 2024 | Atthaya Thitikul         | タイ             | 6,059,309    | 7 – Nelly Korda                                            |
| 2023 | リリア・ヴ               | アメリカ合衆国   | 3,502,303    | 4 – Celine Boutier, Lilia Vu                               |
| 2022 | リディア・コ             | ニュージーランド | 4,364,403    | 3 – Lydia Ko, Jennifer Kupcho                              |
| 2021 | コ・ジンヨン             | 韓国             | 3,502,161    | 5 – Ko Jin-young                                           |
| 2020 | コ・ジンヨン             | 韓国             | 1,667,925    | 2 – コ・ジンヨン, キム・セヨン                             |
| 2019 | コ・ジンヨン             | 韓国             | 2,773,894    | 4 – コ・ジンヨン                                           |
| 2018 | アリヤ・ジュタヌガーン   | タイ             | 2,743,949    | 3 – アリヤ・ジュタヌガーン, パク・ソンヒョン               |
| 2017 | パク・ソンヒョン         | 韓国             | 2,335,883    | 3 – 馮珊珊, キム・インキョン                               |
| 2016 | アリヤ・ジュタヌガーン   | タイ             | 2,550,928    | 5 – アリヤ・ジュタヌガーン                                 |
| 2015 | リディア・コ             | ニュージーランド | 2,800,802    | 3 – リディア・コ、朴仁妃                                   |
| 2014 | ステイシー・ルイス       | アメリカ合衆国   | 2,539,039    | 3 – ステイシー・ルイス、朴仁妃、リディア・コ               |
| 2013 | 朴仁妃                   | 韓国             | 2,456,619    | 6 – 朴仁妃                                                 |
| 2012 | 朴仁妃                   | 韓国             | 2,287,080    | 4 – ステイシー・ルイス                                     |
| 2011 | ヤニ・ツェン             | 台湾             | 2,921,713    | 7 – ヤニ・ツェン                                           |
| 2010 | チェ・ナヨン             | 韓国             | 1,871,166    | 5 – 宮里藍                                                 |
| 2009 | 申智愛                   | 韓国             | 1,807,334    | 3 – 申智愛, ロレーナ・オチョア                             |
| 2008 | ロレーナ・オチョア       | メキシコ         | 2,754,660    | 7 – ロレーナ・オチョア                                     |
| 2007 | ロレーナ・オチョア       | メキシコ         | 4,364,994    | 8 – ロレーナ・オチョア                                     |
| 2006 | ロレーナ・オチョア       | メキシコ         | 2,592,872    | 6 – ロレーナ・オチョア                                     |
| 2005 | アニカ・ソレンスタム     | スウェーデン     | 2,588,240    | 10 – アニカ・ソレンスタム                                  |
| 2004 | アニカ・ソレンスタム     | スウェーデン     | 2,544,707    | 8 – アニカ・ソレンスタム                                   |
| 2003 | アニカ・ソレンスタム     | スウェーデン     | 2,029,506    | 6 – アニカ・ソレンスタム                                   |
| 2002 | アニカ・ソレンスタム     | スウェーデン     | 2,863,904    | 11 – アニカ・ソレンスタム                                  |
| 2001 | アニカ・ソレンスタム     | スウェーデン     | 2,105,868    | 8 – アニカ・ソレンスタム                                   |
| 2000 | カリー・ウェブ           | オーストラリア   | 1,876,853    | 7 – カリー・ウェブ                                         |
| 1999 | カリー・ウェブ           | オーストラリア   | 1,591,959    | 6 – カリー・ウェブ                                         |
| 1998 | アニカ・ソレンスタム     | スウェーデン     | 1,092,748    | 4 – アニカ・ソレンスタム, 朴セリ                           |
| 1997 | アニカ・ソレンスタム     | スウェーデン     | 1,236,789    | 6 – アニカ・ソレンスタム                                   |
| 1996 | カリー・ウェブ           | オーストラリア   | 1,002,000    | 4 – ローラ・デービース, ドッティ・ペッパー, カリー・ウェブ |
| 1995 | アニカ・ソレンスタム     | スウェーデン     | 666,533      | 3 – アニカ・ソレンスタム                                   |
| 1994 | ローラ・デービース       | イングランド     | 687,201      | 4 – ベス・ダニエル                                         |
| 1993 | ベッツィ・キング         | アメリカ合衆国   | 595,992      | 3 – ブランディ・バートン                                   |
| 1992 | ドッティ・モクリー       | アメリカ合衆国   | 693,335      | 4 – ドッティ・モクリー                                     |
| 1991 | パット・ブラッドリー     | アメリカ合衆国   | 763,118      | 4 – パット・ブラッドリー、メグ・マローン                   |
| 1990 | ベス・ダニエル           | アメリカ合衆国   | 863,578      | 7 – ベス・ダニエル                                         |
| 1989 | ベッツィ・キング         | アメリカ合衆国   | 654,132      | 6 – ベッツィ・キング                                       |
| 1988 | シェリー・ターナー       | アメリカ合衆国   | 350,851      | 3 – 5 人 (注 1 参照)                                       |
| 1987 | 岡本綾子                 | 日本             | 466,034      | 5 – ジェーン・ゲディス                                     |
| 1986 | パット・ブラッドリー     | アメリカ合衆国   | 492,021      | 5 – パット・ブラッドリー                                   |
| 1985 | ナンシー・ロペス         | アメリカ合衆国   | 416,472      | 5 – ナンシー・ロペス                                       |
| 1984 | ベッツィ・キング         | アメリカ合衆国   | 266,771      | 4 – パティ・シーハン、エイミー・オルコット                 |
| 1983 | ジョアン・カーナー       | アメリカ合衆国   | 291,404      | 4 – パット・ブラッドリー、パティ・シーハン                 |
| 1982 | ジョアン・カーナー       | アメリカ合衆国   | 310,400      | 5 – ジョアン・カーナー、ベス・ダニエル                     |
| 1981 | ベス・ダニエル           | アメリカ合衆国   | 206,998      | 5 – ドナ・カポニ                                           |
| 1980 | ベス・ダニエル           | アメリカ合衆国   | 231,000      | 5 – ドナ・カポニ、ジョアン・カーナー                       |
| 1979 | ナンシー・ロペス         | アメリカ合衆国   | 197,489      | 8 – ナンシー・ロペス                                       |
| 1978 | ナンシー・ロペス         | アメリカ合衆国   | 189,814      | 9 – ナンシー・ロペス                                       |
| 1977 | ジュディ・ランキン       | アメリカ合衆国   | 122,890      | 5 – ジュディ・ランキン、デビー・オースティン               |
| 1976 | ジュディ・ランキン       | アメリカ合衆国   | 150,734      | 6 – ジュディ・ランキン                                     |
| 1975 | サンドラ・パーマー       | アメリカ合衆国   | 76,374       | 4 – キャロル・マン, サンドラ・ヘイニー                     |
| 1974 | ジョアン・カーナー       | アメリカ合衆国   | 87,094       | 6 – ジョアン・カーナー、サンドラ・ヘイニー                 |
| 1973 | キャシー・ウィットワース | アメリカ合衆国   | 82,864       | 7 – キャシー・ウィットワース                               |
| 1972 | キャシー・ウィットワース | アメリカ合衆国   | 65,063       | 5 – キャシー・ウィットワース, ジェーン・ブラロック         |
| 1971 | キャシー・ウィットワース | アメリカ合衆国   | 41,181       | 5 – キャシー・ウィットワース                               |
| 1970 | キャシー・ウィットワース | アメリカ合衆国   | 30,235       | 4 – シャーリー・エングルホーン                             |
| 1969 | キャロル・マン           | アメリカ合衆国   | 49,152       | 8 – キャロル・マン                                         |
| 1968 | キャシー・ウィットワース | アメリカ合衆国   | 48,379       | 10 – キャロル・マン, キャシー・ウィットワース              |
| 1967 | キャシー・ウィットワース | アメリカ合衆国   | 32,937       | 8 – キャシー・ウィットワース                               |
| 1966 | キャシー・ウィットワース | アメリカ合衆国   | 33,517       | 9 – キャシー・ウィットワース                               |
| 1965 | キャシー・ウィットワース | アメリカ合衆国   | 28,658       | 8 – キャシー・ウィットワース                               |
| 1964 | ミッキー・ライト         | アメリカ合衆国   | 29,800       | 11 – ミッキー・ライト                                      |
| 1963 | ミッキー・ライト         | アメリカ合衆国   | 31,269       | 13 – ミッキー・ライト                                      |
| 1962 | ミッキー・ライト         | アメリカ合衆国   | 21,641       | 10 – ミッキー・ライト                                      |
| 1961 | ミッキー・ライト         | アメリカ合衆国   | 22,236       | 10 – ミッキー・ライト                                      |
| 1960 | ルイーズ・サグス         | アメリカ合衆国   | 16,892       | 6 – ミッキー・ライト                                       |
| 1959 | ベッツィ・ロールズ       | アメリカ合衆国   | 26,774       | 10 – ベッツィ・ロールス                                    |
| 1958 | ベヴァリー・ハンソン     | アメリカ合衆国   | 12,639       | 5 – ミッキー・ライト                                       |
| 1957 | パティ・バーグ           | アメリカ合衆国   | 16,272       | 5 – ベッツィ・ロールス、パティ・バーグ                     |
| 1956 | マリーン・ヘギー         | アメリカ合衆国   | 20,235       | 8 – Marlene Hagge                                          |
| 1955 | パティ・バーグ           | アメリカ合衆国   | 16,492       | 6 – パティ・バーグ                                         |
| 1954 | パティ・バーグ           | アメリカ合衆国   | 16,011       | 5 – ルイーズ・サグス, ベーブ・ザハリアス                   |
| 1953 | ルイーズ・サグス         | アメリカ合衆国   | 19,816       | 8 – ルイーズ・サグス                                       |
| 1952 | ベッツィ・ロールス       | アメリカ合衆国   | 14,505       | 8 – ベッツィ・ロールス                                     |
| 1951 | ベーブ・ザハリアス       | アメリカ合衆国   | 15,087       | 7 – ベーブ・ザハリアス                                     |
| 1950 | ベーブ・ザハリアス       | アメリカ合衆国   | 14,800       | 6 – ベーブ・ザハリアス                                     |

1 1988年 に3勝で並んだ5人はジュリ・インクスター、ロージー・ジョーンズ、ベッツィ・キング、ナンシー・ロペス、岡本綾子。